# Journal of the Bombay Natural History Society
Journal of the Bombay Natural History Society (Журнал Бомбейського природознавчого товариства також JBNHS) — це природничий журнал, який видається кілька разів на рік Бомбейським природознавчим товариством. JBNHS, вперше опублікований у січні 1886 року, і від тоді публікується лише з деякими перервами. Видання є одним із найвідоміших журналів у галузі природної історії, охорони природи та дослідження біорізноманіття.

## Ілюстрації

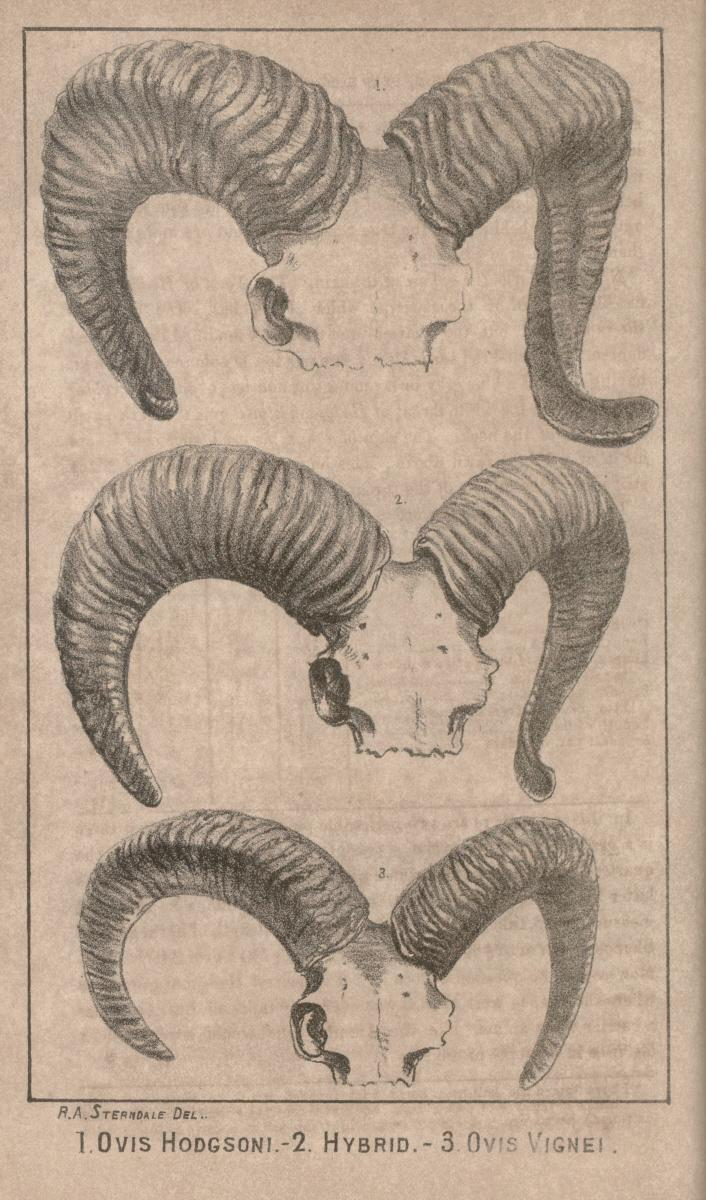
Перша ілюстрація, том. 1, № 1, 1886, рогів овець, Ovis hodgsoni, O. vignei, і гібрида, знайденого в регіоні Занскар у верхній долині річки Інд, намальований Р. А. Стерндалем
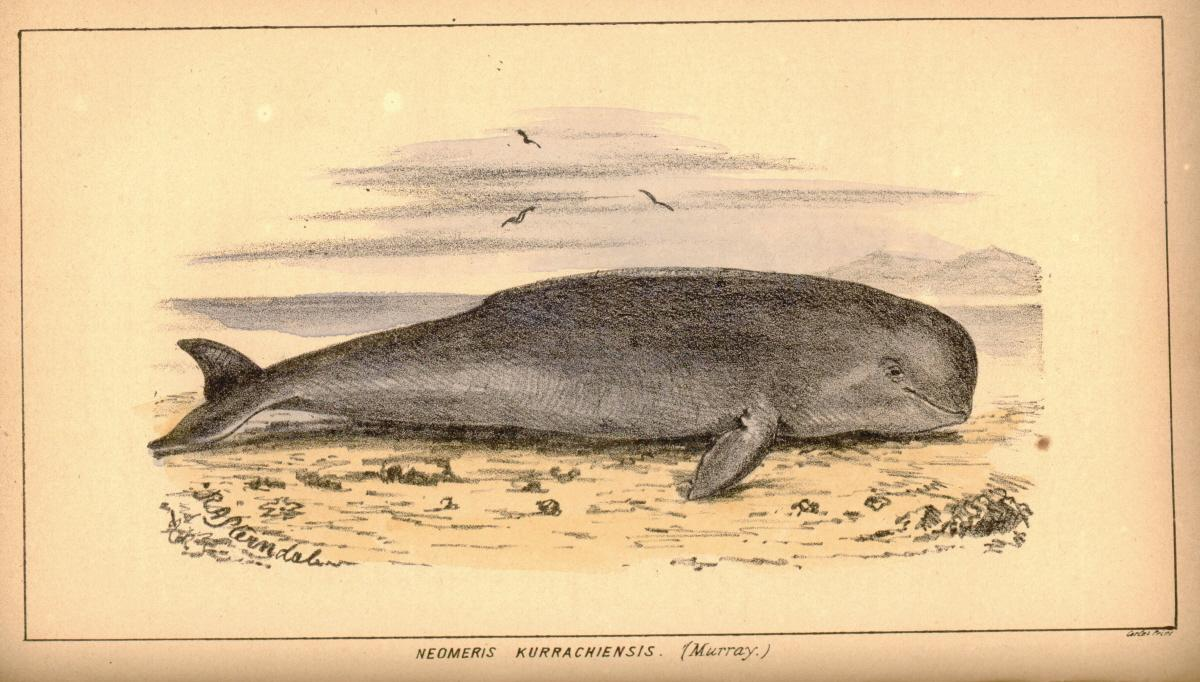
Перша часткова кольорова ілюстрація, том. 1, № 1, 1886, морська свиня, підвид Neomeris kurrachiensis
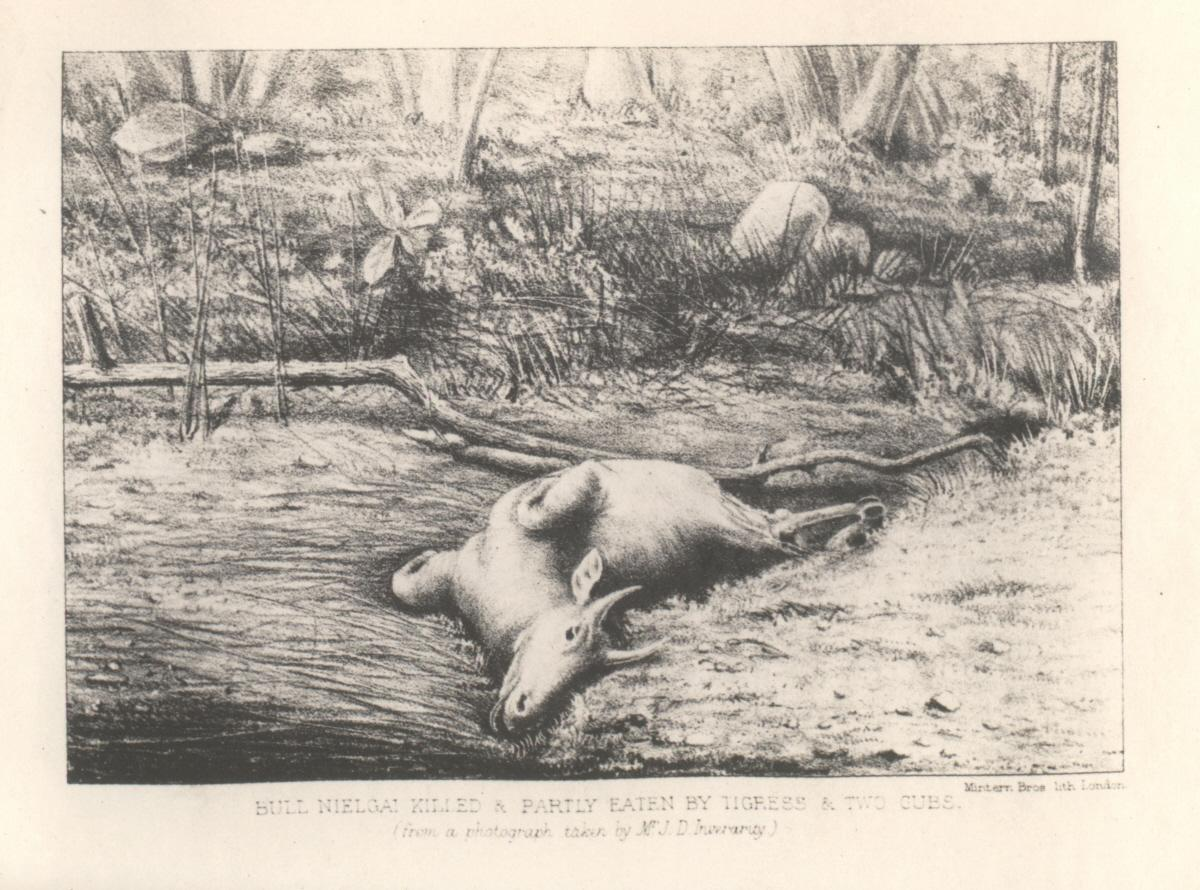
Перша літографія, т. 3, № 2, 1888, де показано рештки нільгайу частково з’їденого тигром